# Nozu Michitsura
Nozu Michitsura (野津 道貫 Dã Tân Đạo Quán) (sinh ngày 17 tháng 12 năm 1840 mất ngày 18 tháng 10 năm 1908), là một nguyên soái lục quân của Nhật Bản.

## Tiểu sử
Sinh ra ở Kagoshima, là con của một võ sĩ ở phiên Satsuma, song ông sớm bị mồ côi. Nozu tham gia Chiến tranh Boshin với chức vụ tiểu đội trưởng; đã tham chiến trong các trận Toba-Fushimi, Aizu, Hakodate. Tháng 3 năm 1871, ông gia nhập quân đội mới của Nhật hoàng, được thăng hàm thiếu tá, chức đại đội trưởng. Năm 1872, ông được thăng hàm trung tá và phục vụ trong đơn vị Cận vệ. Hai năm sau, ông được thăng hàm đại tá và làm tham mưu trưởng của đơn vị nói trên.
Tháng 2 năm 1877, ông làm tham mưu trưởng lữ đoàn 2 trong quân đội của Nhật hoàng và chiến đấu chống lại những đồng đội cũ của mình trong Chiến tranh Satsuma. Sau chiến dịch này, ông trở thành một trong những nhân vật chóp bu của giới quân sự Nhật Bản.
Năm 1878, ông được thăng hàm thiếu tướng, rồi trở thành hiệu trưởng trường Quân sự Tokyo (東京鎮台). Năm 1884, ông được phong Tử tước, và trở thành người của tầng lớp Kazoku. Tháng 2 năm 1884 đến tháng 1 năm sau, ông tham gia đoàn do Bộ trưởng Lục quân Oyama Iwao dẫn đầu đi khảo sát ở châu Âu để tìm hiểu sự khác biệt trong nền quân sự của những quốc gia châu Âu. Ngày trở về Nhật Bản, ông được thăng hàm trung tướng và được bổ nhiệm làm hiệu trưởng trường Quân sự Hiroshima (広島鎮台) và năm 1894 được thăng hàm Đại tướng. Cùng năm, ông được phong Bá tước.
Trong cuộc chiến tranh Thanh-Nhật, Nozu là sư trưởng Sư đoàn Hiroshima đánh trận Bình Nhưỡng (1894). Cùng với Đại tướng Aritomo Yamagata, ông đã đạt được thành công trong việc xây dựng chính quyền chiếm đóng ở Mãn Châu, và chiến đấu ở đây cho đến hết cuộc chiến. Sau đó, ông đã hoàn thành tốt nhiệm vụ ở các bộ phận như Tư lệnh Sư đoàn Cận vệ, Tổng đốc Phòng ngự Tokyo, Cục trưởng Cục Quân huấn và là thành viên của Hội đồng Tham mưu Quân sự của Nhật hoàng.
Năm 1904, Nozu làm Tư lệnh Quân đoàn 4 Nhật Bản tham gia cuộc chiến tranh Nga-Nhật. Tháng 1 năm 1906, ông được thăng Nguyên soái Đại tướng Lục quân. Tháng 9 năm 1907, ông được phong Hầu tước và trở thành nghị sĩ trong Quý tộc viện.
Nozu được trao tặng Huân chương Diều hâu vàng (hạng nhất) và Grand Cordon Huân chương hoa Cúc.
Năm 1908, ông mất, một của ông đặt tại nghĩa trang Aoyama ở trung tâm thành phố Tokyo.

### Sách
- Dupuy, Trevor N. (1992). Encyclopedia of Military Biography. I B Tauris & Co Ltd. ISBN 1-85043-569-3.
- Jansen, Marius B. (1986). Japan in Transition: From Tokugawa to Meiji The Making of Modern Japan. Princeton University Press. ISBN 0674009916.
- Paine, S.C.M (2002). The Sino-Japanese War of 1894–1895: Perceptions, Power, and Primacy. London: Cambridge University Press. ISBN 0-521-81714-5.